# Belle Vue (South Yorkshire)
Belle Vue – osada w Anglii, w hrabstwie ceremonialnym South Yorkshire, w dystrykcie metropolitalnym Doncaster. Leży 194 km na północny zachód od miasta Sheffield i 421 km na północny zachód od Londynu.